# ＃ (今月の少女のアルバム)
＃ (ハッシュ)は、今月の少女の2枚目のミニアルバム。2020年2月5日にBlockBerry Creativeからリリースされ、Kakao Mから発売。アルバムタイトルに括弧が表記される場合と表記されない場合があり、表記に揺らぎがある。

## 背景
＃はその文字単体で使用すると大きな意味を持たないが、単語や文章と共に使用すると特別な機能、または大した能力を発揮するように、互いが共にいる時マルチユーズな結果が出るという意味が込められている。
本アルバムを通じて既存の枠組みを抜けて、世界のすべての少女たちに「挑戦することを恐れずに立ち向かい、BURN (熱情)で世界に前進したら、想像以上の変化の波を創る事ができる」というストーリーを伝えている。
"THE BACK OF THE MOON (月の裏側)" というキーワードを基に今月の少女は、誰も知らない月の裏側を見せ、全世界の今月の少女の心に火をつける導火線の役割を持ち、偏見と限界を乗り越えた。潑剌とした「Hi High」、魅惑的な「Butterfly」を越えて、今月の少女の限界を超えるアルバムである。
本アルバムはチョン・ビョンギ氏が今月の少女のプロデューサーから外れてから初めての作品であり、新たにSMエンタテインメントの創始者である李秀満がプロデュースを担当している。NCT 127の『Cherry Bomb』のカバーダンス動画を見て可能性があると判断したことがきっかけであり、李秀満がSMの所属アーティスト以外で直接アーティストをプロデュースしたのは今月の少女が初めてである。
また、2020年1月8日にハスルが不安症状による活動休止を発表した為、暫定的に一部楽曲のレコーディング及びプロモーション活動には不参加となった。

## 収録曲
アルバムの形態は通常盤2バージョン、限定盤2バージョンの計4種展開され、限定盤には隠しトラックとして「Day & Night」が収録されている。また当時休養中のハスルはOh (Yes I Am)、Ding Ding Dong、365のレコーディングに参加している。
1. [＃]
作曲、編曲：Coach & Sendo
2. So What
作詞：チョ・ユンギョン
作曲：David Anthony, Anna Timgren
編曲：David Anthony, IMLAY
3. Number 1
作詞：キム・ジン(makeumine works), JQ
作曲：minGtion, Tara Navavi, Malin Johansson
編曲：minGtion
4. Oh (Yes I Am)
作詞：Le'mon
作曲：Coach & Sendo, Le'mon
編曲：Coach & Sendo
5. 땡땡땡 (Ding Ding Dong)
作詞：キム・ヨンソ
作曲、編曲：minGtion, キム・ヨンソ
6. 365
作詞：ファン・ユビン
作曲、編曲：Johan Gustafsson, Realmeee, Hayley Aitken
7. Day & Night
作詞：キム・ヨンソ
作曲：Coach & Sendo, キム・ヨンソ

## 楽曲解説
[＃]
新たな空間でアルバムが完成されていることを暗示しているイントロ。
So What
Number 1

808ベースグルーブの上に夢幻的な雰囲気をプラスしてくれるEPサウンドと豊富なハーモニー、感性豊かなボイスが加わって、今月の少女の風変わりで新しい姿を魅せるのに充分なR&B Mediumの楽曲。
Oh (Yes I Am)
清涼なサウンドと神秘的な雰囲気が引き立って見える楽曲で'無限の可能性を秘めた本当の私'と会いに行く今月の少女を描いた楽曲。
Ding Ding Dong
印象的なピアノリフの上にグルーヴィーなベースラインが引き立るDance Popジャンルの楽曲で、爽やかなシンセサウンドに今月の少女の声が加わって、曲の魅力を一際目立たせている。歌詞には、相手が早く近付いてきて欲しいという弱気ながらも、積極的な心情を鐘が鳴る音で比喩して巧みに表現している。
365

## 表題曲
壮大なベースとシグネチャー・ ホーンステップの調和が印象的なアーバンダンス曲で、今まで今月の少女が披露していなかったガールクラッシュな魅力を極大化させた楽曲になっており、「世界が決めた枠を破って出てきて、自身を思いっきり表現せよ」というメッセージが盛り込まれている。
ミュージック・ビデオは、過去の今月の少女の作品やATEEZ、IZ*ONEなど数々のK-POPアーティストのミュージック・ビデオを手掛けるアートディレクター集団「Digipedi」が担当し、タイと韓国で撮影された。Digipediの作品の中で、この作品が新型コロナウイルスの流行前最後の海外ロケ撮影である。

### パフォーマンス
本楽曲の振り付けは洋楽ではジェニファー・ロペスやブリトニー・スピアーズなど、K-POPではBLACKPINKやTWICE、aespaなどを担当した日本人の父親、アメリカ人の母親を持つKyle Hanagamiが担当している。また、ヒジン、チェリ、イヴ、オリビアヘも振付の一部に参加している。強烈でガールクラッシュなギャップとパワフルな振付が特徴的である。
本楽曲は「QUEENDOM 2」の共演者であるヒョリンがパフォーマンスカバーをした。 今月の少女の象徴である「月」に合わせ、フープを使った演出を採用。会場の真ん中に浮かぶフープにつかまって登場した後、突き抜けた圧巻のパフォーマンスを披露。一位という結果を残した。

## リードシングル
365は今月の少女のリードシングル。2019年12月13日にリリース。
ピアノを基盤にした叙情的なR&Bバラードソングで、タイトルの様に長い間今月の少女を待ってくれたファンたちを、月のような心で365日照らすというメッセージを込めたファンソングで、YES24ホールで行われた公演『PREMIER GREETING – Meet＆Up』で初披露された。新曲のリリースは「× ×」以来九ヶ月ぶりである。
本楽曲にミュージック・ビデオはなく、予告映像のみ公開された。

### 音源成績
アメリカのiTunesシングルチャートにて一位を獲得。韓国のガールズグループがアメリカのiTunesのシングル、アルバム両総合チャートで首位を獲得したのは初である。また、アメリカのビルボードのワールドデジタルソングスでも一位を獲得。

## 評価
リリース直後、韓国のポータルサイトのリアルタイム検索ワードの上位にランクインしたことはもちろん、 「#LOONA_SOWHAT」のハッシュタグがTwitterのワールドワイドトレンド（世界のトレンド）で1位となった。またその他にも「#이달의소녀 (→ 今月の少女)」や「#TheBackOfTheMoon」、イ・スマンやキムリップと言った、今月の少女に関連したキーワードもワールドワイドトレンドにランクインした。
今回のアルバムに対してビルボードは「今月の少女のミニアルバム『＃』がよい成績を記録し、チャートで上位に入り続けている」と伝え、今月の少女の成長ぶりを評価し、MTVも「今月の少女の『So What』を聞いたとたん、人々は数日間この歌を聞いて体を揺らすだろう」と称賛をした。
3月12日には本アルバムを通じて、音楽番組「M COUNTDOWN」でデビュー後初の一位を獲得した。

## 音源及び音盤成績

### iTunes
アメリカ、イギリスなどを含む56ヶ国のiTunesアルバムチャートで1位を記録する快挙を成し遂げた。

### Billboard
ビルボードで7個のチャートインを果たした。
- ワールドアルバムチャート - 4位
- ワールドデジタルセールスソングチャート - 4位
- エマージングアーティストチャート - 17位
- ヒートシーカーズアルバムチャート - 19位
- ソーシャル50チャート 33位
- トップカレントアルバムチャート - 44位
- トップアルバムセール - 54位

### その他
HANTEOチャートとGAONチャートのグローバルチャート及び週間アルバムチャートで1位を獲得。